# William Watson (pilote)
Pour les articles homonymes, voir William Watson et Watson.
William "Willy" Watson, né le 6 novembre 1873 à Liverpool et décédé le 5 août 1961 à 87 ans, est un ancien pilote automobile anglais, dirigeant d'entreprise, initialement cycliste.

## Biographie
Il est coureur cycliste dans ses jeunes années, licencié au Liverpool Wheelers Cycling Club. Ses premières sorties en compétition se font sur grands-bi, puis il devient champion du 25 miles à New Brighton (Merseyside) (en), et il bat à cette époque plusieurs records locaux. Il crée alors sa première société Watson & Dickinson de construction de bicyclettes de course, en 1897. Il se met à importer des moteurs De Dion-Bouton pour fabriquer ses propres tricycles, et en 1900 il met sur le marché son deux-sièges W & D Quad.
Il fonde en 1901 la manufacture W Watson & Co en agrandissant ses locaux, pour construire des cycles et des automobiles. Sa société s'étend ensuite à Chester, Colwyn Bay, Londres, Birkenhead et Crewe, désormais comme distributeur automobile, le plus important du nord de l'Angleterre, essentiellement pour des véhicules Morris et Rolls-Royce. Il met également en place en 1901 une liaison régulière payante Chester-Farndon, l'une des toutes premières du pays, grâce à six véhicules Daimler d'occasion (durant un an, ces voitures étant aussi parfois utilisées pour des virées touristiques plus lointaines, comme en Cornouailles, ou dans le Devon.. ou même pour le simple transport commercial de fruits).

Une Berliet 40HP de 1904 (au London to Brighton Vétérans).

En 1902 débute son importation de voitures françaises, des Georges Richard 10 et 12HP dans un premier temps, puis des Richard-Brasier, de Dion-Bouton, Panhard, Rochet-Schneider, et enfin des Berliet dont la concession pour le pays est obtenue en 1904 à Liverpool.
Watson dispute personnellement des compétitions avec ces dernières, ainsi que sur des Vauxhall, et des Essex américaines en fin de carrière sportive.
En 1906, il est troisième du Graphic Trophy sur l'Île de Man, avec la Berliet 40HP. En 1907 il participe au Reliability d'Écosse (un grand raid de régularité, type d'épreuves prisé à l'époque outre-Manche): il y gagne la médaille d'or avec la même voiture, sa consommation moyenne n'étant que de 22 gallons au mille (trajet de plus de 1 600 kilomètres parcourus en une semaine, en compagnie de plus de 100 concurrents, chacun ayant un accompagnateur différent chaque jour à bord).
En 1907, il est deuxième du Graphic Trophy avec la Berliet, mais il doit abandonner lors du RAC Tourist Trophy, pour la première de ses trois participations à l'évènement.

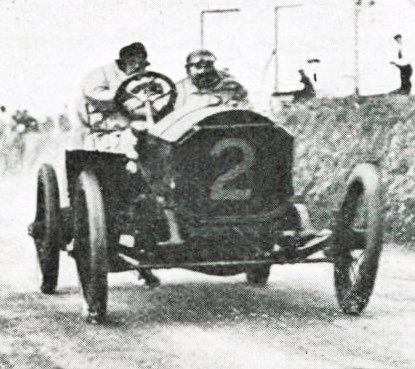
William Watson, vainqueur du RAC Tourist Trophy 1908.

En 1908, il remporte la quatrième édition du RAC Tourist Trophy sur l'île de Man, avec une Napier-Hutton -5.8L. pour 4 cylindres- de course surnommée  Little Dorrit, qu'il a acheté à S. F. Edge. Il part en pole position pour 540 km couverts en moins de 7 heures, sur une route assez dangereuse, à une moyenne de 80 km/h (...en descendant les collines de l'île au point mort pour éviter la surchauffe du moteur). Sur sa médaille alors remise, le nom de Napier n'est gravé qu'ultérieurement.
En 1913 sa société s'ouvre aux ventes de voitures Morris. Watson a connu Sir William Morris alors qu'il était coureur cycliste, et les deux hommes avaient à l'époque déjà été en affaires. Les locaux de Liverpool s'agrandissent, sur désormais quatre étages au Renshaw Street, et sont inaugurés par Sir Morris.

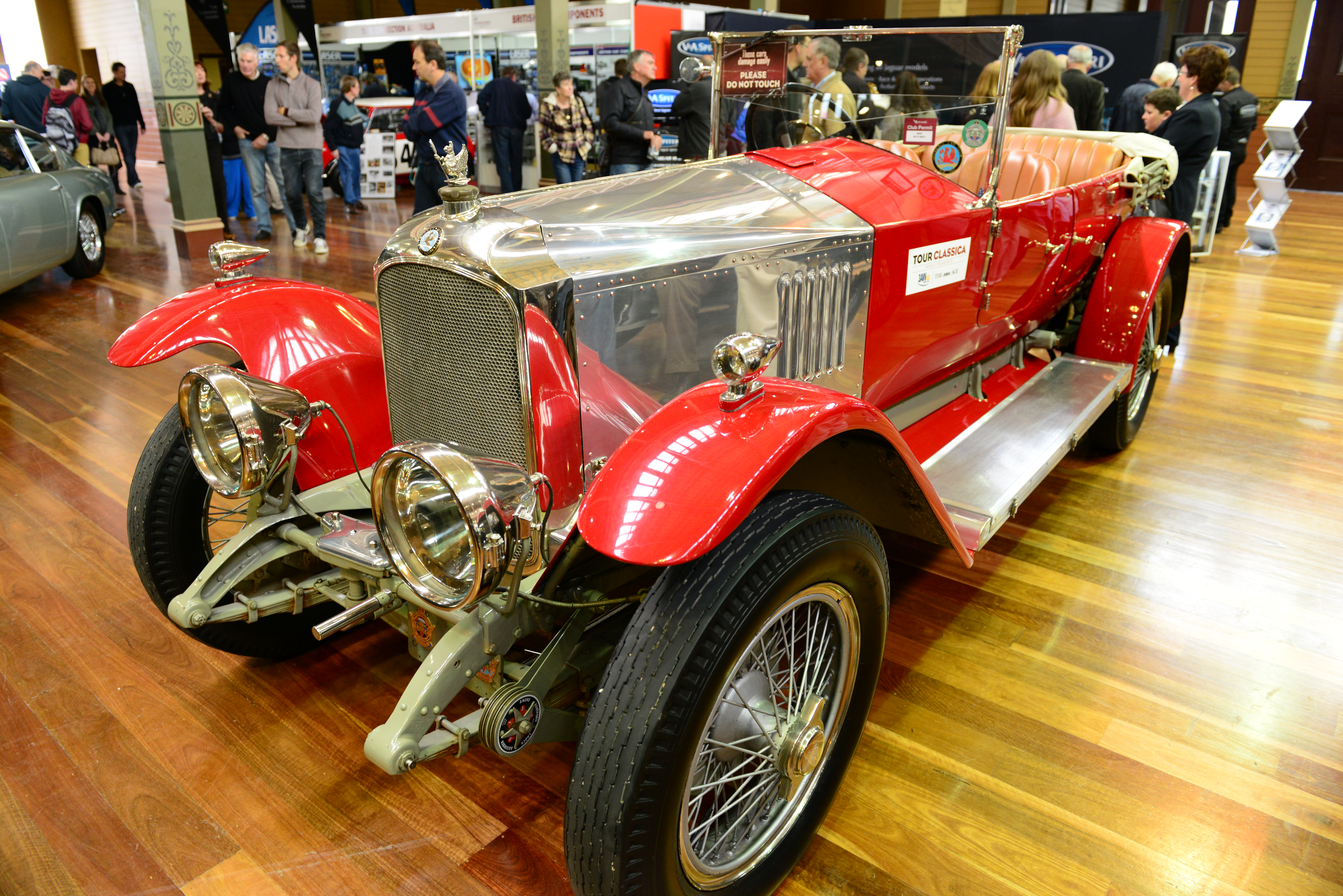
Vauxhall 30-98 des années 1920.

Watson évolue sur des Vauxhall en course de 1912 à 1914 (un autre pilote de la marque est alors Harry Ferguson, qui va devenir célèbre pour ses tracteurs). Il abandonne lors du Grand Prix de France 1912, axe de piston cassé sur son moteur 3L. Ce sera au tour de son coéquipier Percy Lambert (en) un peu plus tard dans la course. Il en est de même l'année suivante durant la Coupe de l'Auto, et en 1914 il doit aussi se retirer à son troisième Tourist Trophy ainsi qu'au Grand Prix de France à Lyon. Pour se consoler, il remporte en 1913 le kilomètre départ arrêté et le mile départ lancé lors des premières courses de vitesse du Liverpool Motor Club à Colwyn Bay, sur Vauxhall 20HP (lors de ces mêmes épreuves organisées en 1920, Watson gagne 4 classes avec une Vauxhall 24HP 30-98, et termine 2 autres 2e avec une Essex 18HP).
Durant la guerre, Watson se voit confier la fabrication de divers éléments d'avions (fuselages, hélices, nez d'avions, coquilles de sièges...). Après celle-ci il obtient des franchises américaines pour Essex, Hudson et Dodge. En 1921 il s'implante toujours plus, à Chester, Londres et Birkenhead notamment. Durant les années 1920 il crée des châssis spéciaux pour Rolls-Royces et Morris, et en 1930 la franchise Jaguar est ajoutée à sa série. En 1931, Watson offre au public un spectacle d'une centaine de véhicules de luxe en exposition, appelé le Liverpool’s Olympia, second du genre dans le pays. D'autres extensions remarquables de l'entreprise se produisent en 1936 à Liverpool (...notamment dans une ancienne église allemande).
Lors de la Deuxième Guerre mondiale, Watson répare des fuselages d'Avro Anson, puis il devient le principal responsable de l'entretien des de Havilland DH.98 Mosquito, s'occupant également d'avions de l'armée américaine à Bootle (assemblage inclus).
En 1953 sa société devient anonyme, et en 1957 elle est reprise par Slack & Mickle à Crewe.
À sa mort, Watson en est cependant toujours le principal responsable; elle reste le plus gros distributeurs de véhicules pour l'Angleterre du nord, avec désormais 80 concessionnaires représentant près de 600 employés.
Marié deux fois, sa résidence est depuis 1927 Gayton Wood, à Heswall dans la péninsule de Wirral. À partir des années 1950, il se construit un domaine de gentleman farmer en achetant des fermes dans le Cheshire, le Caernarvonshire, le Buckinghamshire, et le Surrey pour un total de 1 500 hectares. Il rachète aussi le Chain Bridge Hotel à Llangollen vers 1960.
En 1958, William Watson a l'honneur à 83 ans de reconduire Little Dorrit sur le circuit de Goodwood, lors du 23e RAC Tourist Trophy pour célébrer le cinquantenaire de sa victoire en 1908.
En 2008 (pour son centenaire), le Veteran Car Club of Great Britain a organisé une exposition inaugurée par l'une des petites-filles de William Watson à Ashwell (Hertfordshire), consacrée au RAC Tourist Trophy de 1905 à 1922, alors disputé sur l'île de Man, avec une course de voitures historiques atteignant Ashwell exactement 100 ans après celle de Watson.

## Remarque
- Ce pilote dirigeant d'entreprise ne doit pas être confondu avec George William Watson, ingénieur motoriste chez Thornycroft Steam Wagon Co et membre du Royal Automobile Club (RAC) durant les années 1920[4].